# Eospalax
Genre
Eospalax est un genre de rongeurs de la famille des Spalacidae.

## Liste des espèces
Selon Mammal Species of the World (version 3, 2005)  (21 novembre 2020) :
- Eospalax fontanierii (Milne-Edwards, 1867)
- Eospalax rothschildi (Thomas, 1911)
- Eospalax smithii (Thomas, 1911)

Auxquelles NCBI (21 novembre 2020) ajoute :
- Eospalax rufescens